# Collegamento semantico
Un collegamento semantico è un collegamento che fornisce un'informazione semantica relativa al collegamento stesso ("link"). Un esempio di collegamento semantico è quello che collega due elementi A e B mediante la relazione A è-madre-di B, implicando eventualmente B è-figlio-di A. I collegamenti semantici sono alla base delle reti semantiche.
In HTML questi sono designati con l'attributo <rel> sugli elementi link, <a> o <area>. Gli esempi di utilizzo includono il modo standard di fare riferimento a CSS, che indica che la risorsa esterna collegata con l'attributo href è un foglio di stile, quindi un browser web generalmente recupera questo file per visualizzare la pagina. Un altro esempio è rel = "shortcut icon" per la popolare icona favicon.
<link rel="stylesheet" href="example.css" />
Le relazioni di collegamento vengono utilizzate in alcuni microformati (ad esempio rel = "tag" per la codifica ), in XHTML Friends Network (XFN) e nello standard Atom, in XLink e in HTML. Le relazioni di collegamento standardizzate sono uno dei fondamenti di HATEOAS in quanto consentono all'agente utente di comprendere il significato delle transizioni di stato disponibili in un sistema REST.
L'Internet Engineering Task Force (IETF) ha un registro di relazioni di collegamento standardizzate, e una procedura per estenderlo. HTML5 definisce anche relazioni di collegamento valide.
In HTML4 viene definito anche l'attributo rev di un collegamento, che definisce la relazione inversa tra le risorse. L'attributo è stato rimosso in HTML5.

## Web semantico
I collegamenti tipizzati RDF sono fondamentali nei dataset LOD per identificare il tipo di relazione (predicato) delle triple RDF, contribuendo all'elaborazione automatica delle dichiarazioni leggibili dalla macchina del Giant Global Graph sul Web Semantico. I collegamenti tipizzati in RDF sono espressi come il valore della proprietàrdf:type, definendo il tipo di relazione utilizzando termini o definizioni di vocabolario controllato ben consolidati da set di dati LOD come:
```
<
rdf:
 
type
  
rdf:
 
resource 
=
 
"http://schema.org/Person"
  
/>

```

### HTML5
In HTML5 sono nati nuovo collegamenti semantici:
```
<
link
 
rel
=
"alternate"
 
type
=
"application/rss+xml"
 
href
=
"http://myblog.com/feed"
/>

<
link
 
rel
=
"icon"
 
href
=
"/favicon.ico"
/>

<
link
 
rel
=
"pingback"
 
href
=
"http://myblog.com/xmlrpc.php"
/>

<
link
 
rel
=
"prefetch"
 
href
=
"http://myblog.com/main.php"
/>

<
a
 
rel
=
"archives"
 
href
=
"http://myblog.com/archives"
>
vecchi articoli
</
a
>

<
a
 
rel
=
"external"
 
href
=
"http://notmysite.com"
>
tutorial
</
a
>

<
a
 
rel
=
"license"
 
href
=
"http://www.apache.org/licenses/LICENSE-2.0"
>
licenza
</
a
>

<
a
 
rel
=
"nofollow"
 
href
=
"http://notmysite.com/sample"
>
nuovi
</
a
>

<
a
 
rel
=
"tag"
 
href
=
"http://myblog.com/category/games"
>
videogiochi
</
a
>

```